# 肖菝葜
肖菝葜（学名：Heterosmilax japonica）为百合科肖菝葜属下的一个种。